# Chiesa di Sant'Antonino (Ponte San Pietro)
La chiesa di Sant'Antonino è il principale luogo di culto cattolico di Locate Bergamasco frazione di Ponte San Pietro in provincia e diocesi di Bergamo; fa parte del vicariato di Mapello-Ponte San Pietro.

## Storia
Una chiesa nella località di Locate Bergamasco era sicuramente presente già dal XIV secolo, e inserita nel “nota ecclesiarum”, elenco ordinato da Bernabò Visconti per definire i diversi benefici delle chiese e dei monasteri di Bergamo per poterne definire i tributi da versare alla famiglia Visconti di Milano e alla chiesa di Roma nominando il titolare di ogni beneficio. Dai fascicoli si deduce che la chiesa era intitolata a sant'Antonino martire, che aveva due benefici ed era inserita nella pieve di Terno d'Isola.
Nel II sinodo diocesano bergamasco voluto dal vescovo Federico Corner nel 1568 dopo il sinodo provinciale del 1565, la chiesa risulta sempre inserita nel vicariato foraneo di Terno d'Isola.
Nella relazione della visita pastorale di san Carlo Borromeo arcivescovo di Milano del 1º ottobre 1575, risulta indicata come chiesa parrocchiale inserita nella pieve di Terno d'Isola. Non c'erano confraternite, era retta dal parroco che però risiedeva a Mapello. Nel Seicento san Gregorio Barbarigo relazionò nella sua visita che vi erano le confraternite del Santissimo Sacramento che gestiva l'altare maggiore, del Rosario e della dottrina cristiana. La descrizione della chiesa e delle confraternite fu confermata nella visita del 21 aprile 1781 del vescovo Giovanni Paolo Dolfin.
Nel 1666 la chiesa fu inserita nel “Sommario delle chiese di Bergamo”, elenco redatto dal cancelliere della curia vescovile Giovanni Giacomo Marenzi. Dall'elenco si deduce che aveva tre altari, era retta da un curato facevano parte della parrocchia gli oratori di San Rocco, nella contrada sotto Ripa e quello della Santissima Trinità.
Nella seconda metà dell'Ottocento la chiesa fu oggetto di ampliamento su progetto dell'architetto Angelo Cattò, venendo consacrata dal vescovo Gaetano Camillo Guindani, intitolata a sant'Antonino Martire facendo dono delle reliquie dei santi Alessandro di Bergamo e Vincenzo, e sigillate nella mensa dell'altare maggiore. Il XX secolo vide lavori di mantenimento e ammodernamento.
Con decreto del 27 maggio 1979 del vescovo Giulio Oggioni la chiesa fu inserita nel vicariato locale di Mapello-Ponte San Pietro.

## Descrizione

### Esterno
L'edificio di culto, con abside rivolta a sud ovest, preceduto dal sagrato con pavimentazione in ciottoli delimitato da pilastrini di granito di Bovero, presenta una facciata intonacata delimitata da due lesene complete di alto basamento culminante con capitello d'ordine ionico che reggono il frontone con il timpano triangolare, con la raffigurazione dei sant'Antonino a cavallo.
La sezione centrale è divisa da una cornice marcapiano con il portale nella sezione inferiore, con paraste, architrave e timpano modanato a sesto ribassato. La parte superiore presenta un ampio arco dove è posta una finestra atta a illuminare l'aula con contorno in muratura completa di timpano a arco ribassato.

La torre campanaria posta lateralmente a sinistra dell'edificio che prosegue con la canonica.

### Interno
L'interno a unica navata, è divisa da lesene a colonna, in sei campate, che reggono la trabeazione e il cornicione dove s'imposta la volta a botte. Vi sono lateralmente gli altari dedicati alla Madonna del Santo Rosario e a san Gaudenzio. La zona del presbiterio preceduta dall'ampio arco trionfale completamente decorato, è di misura inferiore rispetto alla navata e termina con il coro absidato con copertura a tazza ellittica.